# Chó Braque du Bourbonnais
Chó Braque du Bourbonnais là một giống chó săn có ngoại hình thô kệch, đôi khi được sinh ra với một cái đuôi ngắn, với một bộ lông điểm xuyến những đốm màu gan hoặc màu nâu-vàng.

## Tái tạo giống
Năm 1970, Michel Comte quyết định tìm con chó cuối cùng có máu của giống Bourbonnais. Ông chỉ tìm thấy những con chó giống hỗn hợp, trong đó có một số đặc điểm của Chó Braque du Bourbonnais (kích thước, hình dạng cái đầu, đuôi ngắn). Sau khi một số ít hơn nhiều lứa đẻ, ông đã đăng ký chó Bourbonnais đầu tiên của mình trên LOF (chủ tục Titre Initial) vào năm 1973, 1974 và 1975; kể từ đó, một số nhà lai tạo đã tham gia với ông, những người này, từ những con chó đó, tạo ra những dòng riêng của họ, và số lượng chó con trong mỗi lứa đẻ tăng lên.
Năm 1981, Club du Braque du Bourbonnais được tái lập. Michel Comte trở thành chủ tịch và giữa vai trò này trong suốt 20 năm, cho đến năm 2001. Từ thời điểm này, những thành công của Bourbonnais trong các thử nghiệm thực địa đã làm cho giống chó này phát triển mạnh.
Năm 1988, Bourbonnais đầu tiên được giới thiệu ở Hoa Kỳ. Kể từ đó, giống chó này đã phát triển ở quốc gia này, trở thành quốc gia sản sinh số lượng chó Braque du Bourbonnais nhiều thứ hai trên thế giới, chỉ sau Pháp.